# Régiment d'Angoulême dragons
Le régiment d'Angoulême dragons est un régiment de cavalerie français d'Ancien Régime créé en 1674 sous le nom de régiment de Saint-Sandoux dragons devenu sous la Révolution le 11e régiment de dragons.

## Création et différentes dénominations
- 8 décembre 1674 : création du régiment de Saint-Sandoux dragons
- 8 janvier 1679 : renommé régiment de Peyssonnel dragons
- 13 mars 1690 : renommé régiment de Gaubert dragons
- 4 mars 1700 : renommé régiment du Chevalier d’Albert dragons
- 9 mars 1702 : renommé régiment du Héron dragons
- juin 1705 : renommé régiment de Bourneuf dragons
- 13 juin 1706 : renommé régiment de Vassé dragons
- 31 mai 1710 : renommé régiment d’Espinay dragons
- 1714 : renforcé par incorporation du régiment d'Avaray dragons, créé en 1688, qui avait combattu dans la guerre de la Ligue d'Augsbourg et celle de Succession d'Espagne[1]
- 10 mars 1734 : renommé régiment de Vibraye dragons
- 1er décembre 1745 : renommé régiment de Caraman dragons
- 21 février 1761 : renommé régiment d’Autichamp dragons
- 3 janvier 1770 : renommé régiment de La Rochefoucauld dragons
- 10 mars 1788 : renommé régiment d’Angoulême dragons
- 1er janvier 1791 : renommé 11e régiment de dragons

## Équipement

### Guidons
4 guidons de « ſoye verte, Soleil au milieu brodé en or ».

### Habillement

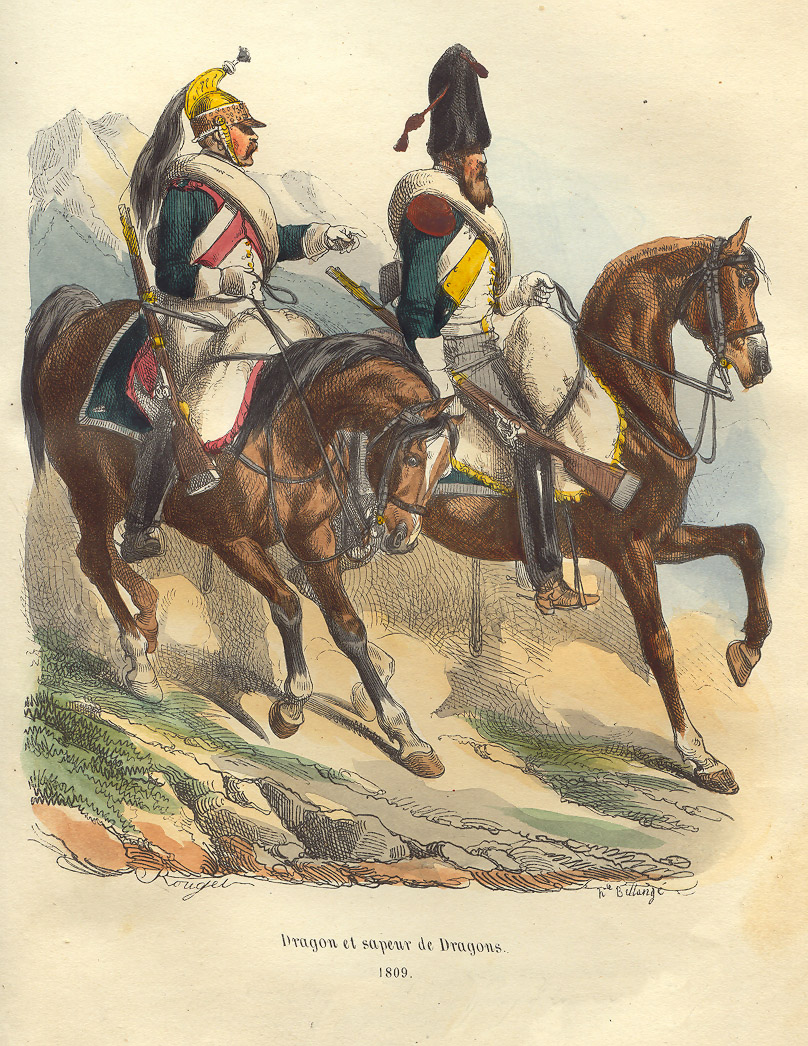
Dragon et sapeur de dragons de la Grande Armée, gravure de Bellangé illustrant l’Histoire de Napoléon de Laurent de l’Ardèche, 1843.

Uniformes
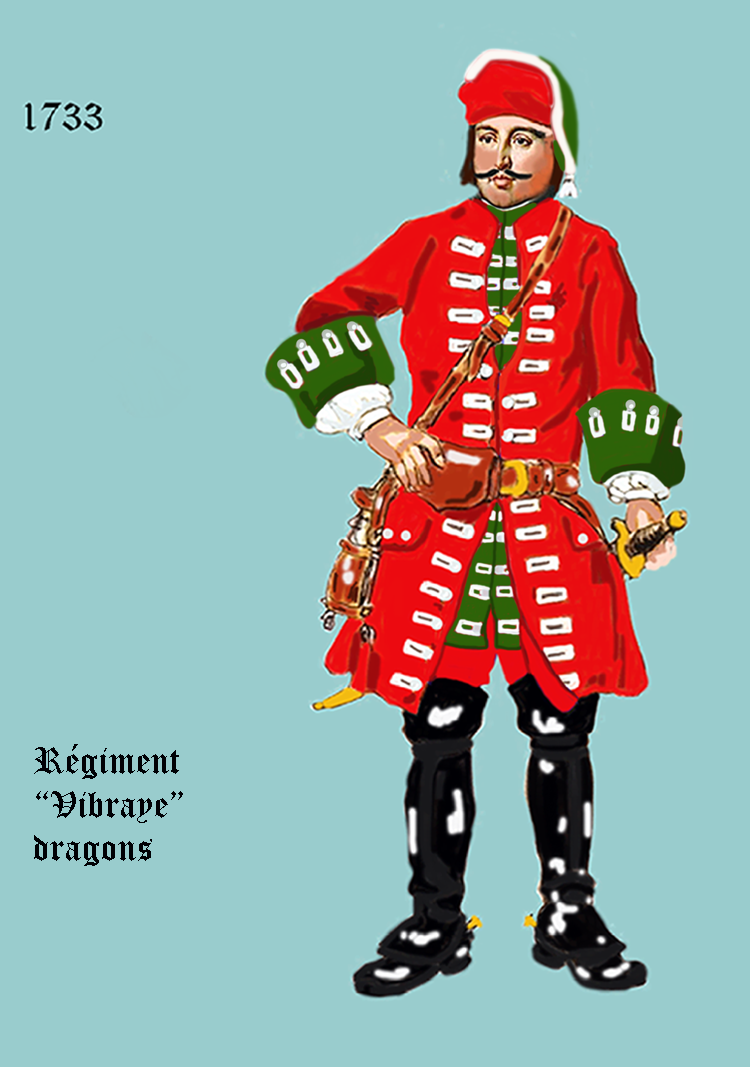
de 1733 à 1750
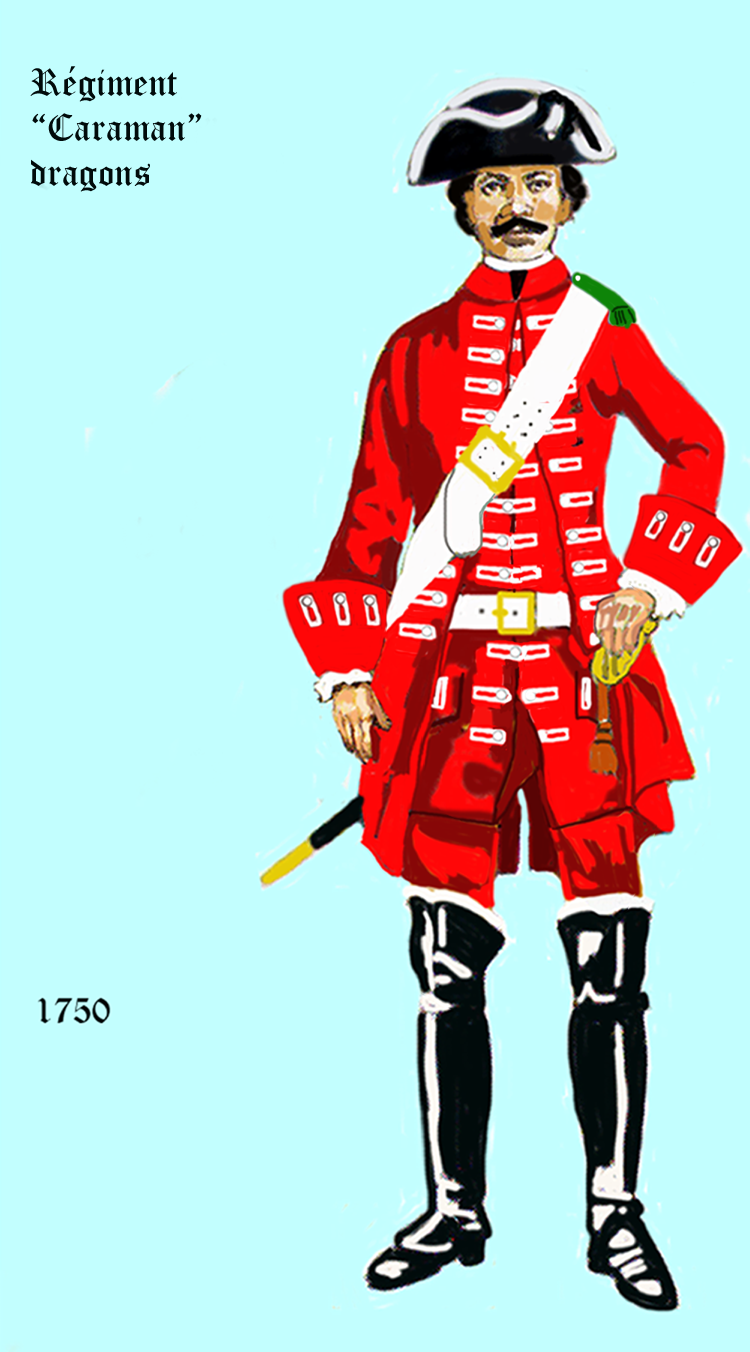
de 1750 à 1762
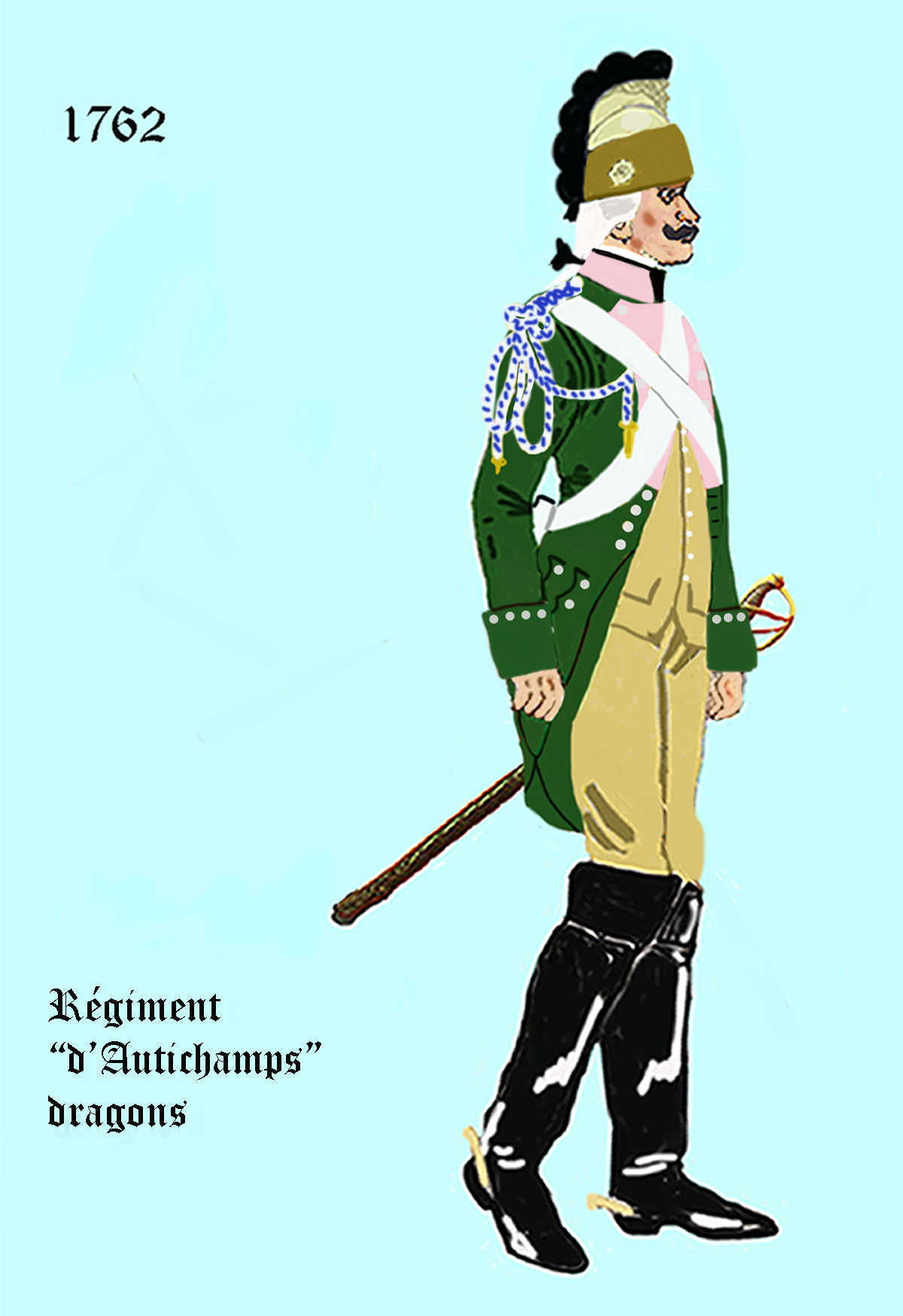
régiment d'Autichamp dragons de 1762 à 1763
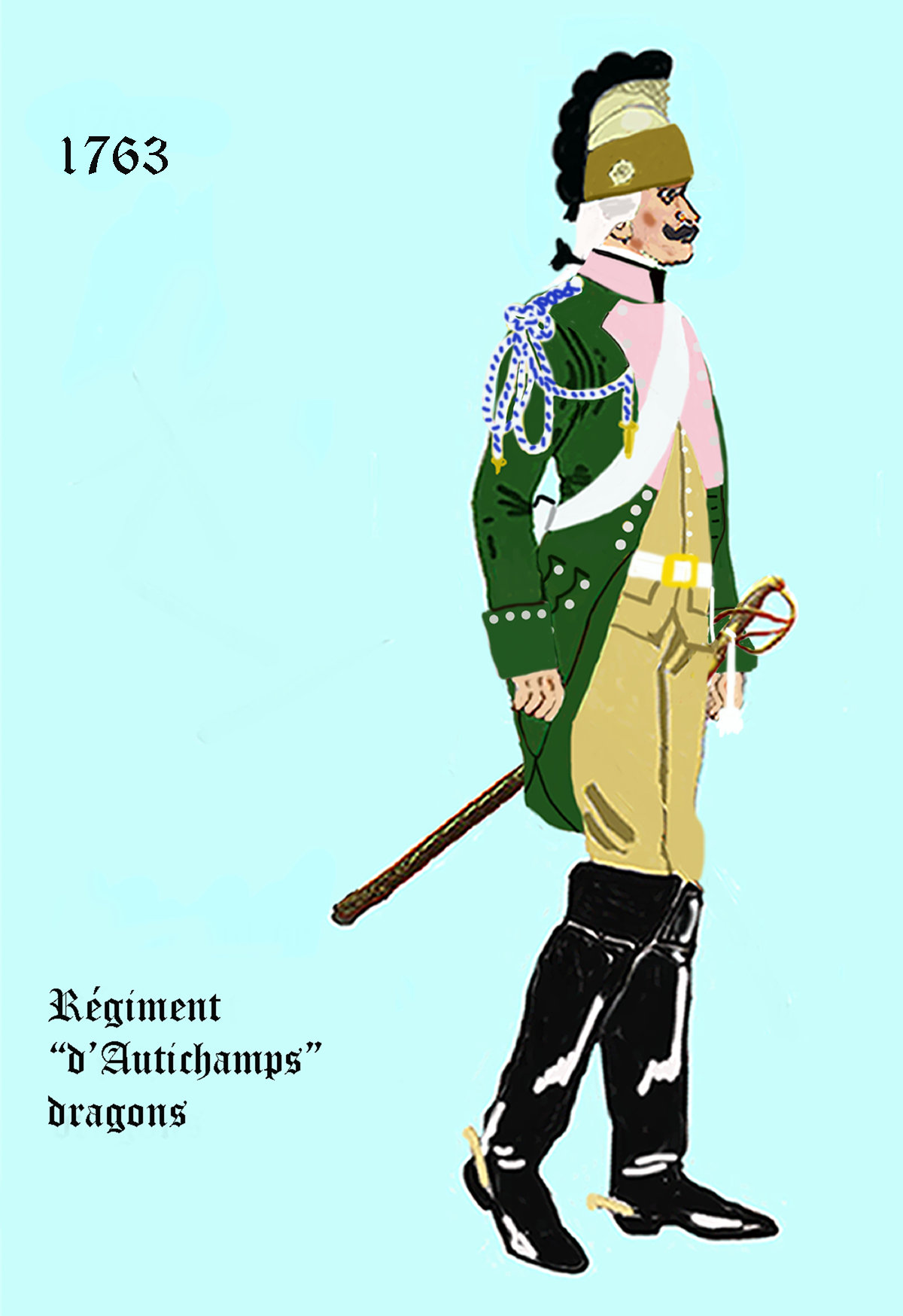
régiment d'Autichamp dragons de 1763 à 1776
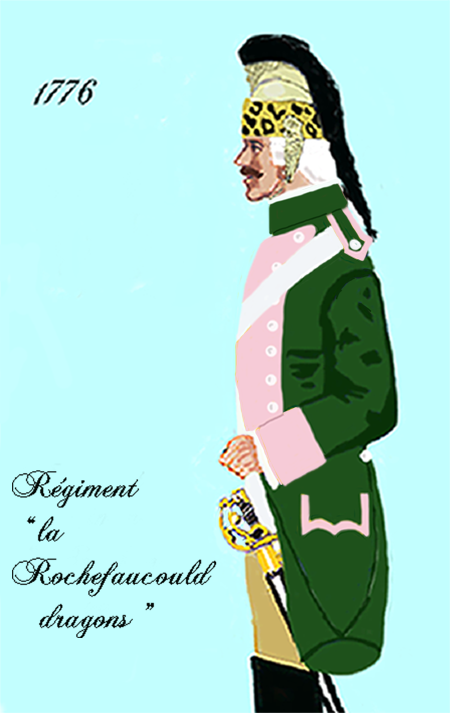
régiment de La Rochefoucauld dragons de 1776 à 1779
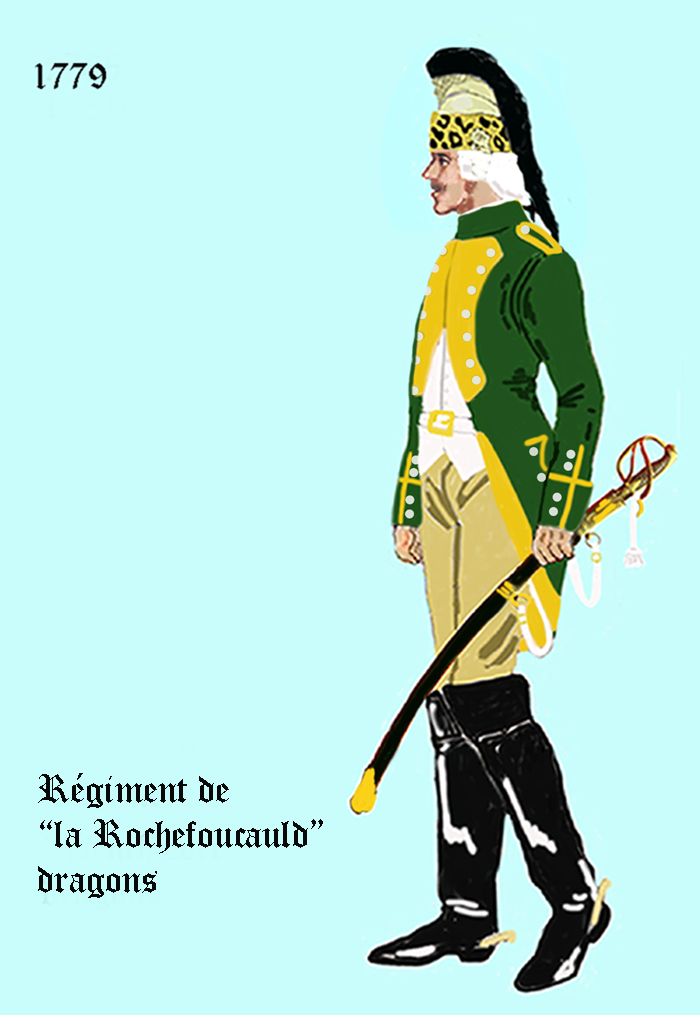
régiment de La Rochefoucauld dragons de 1779 à 1786
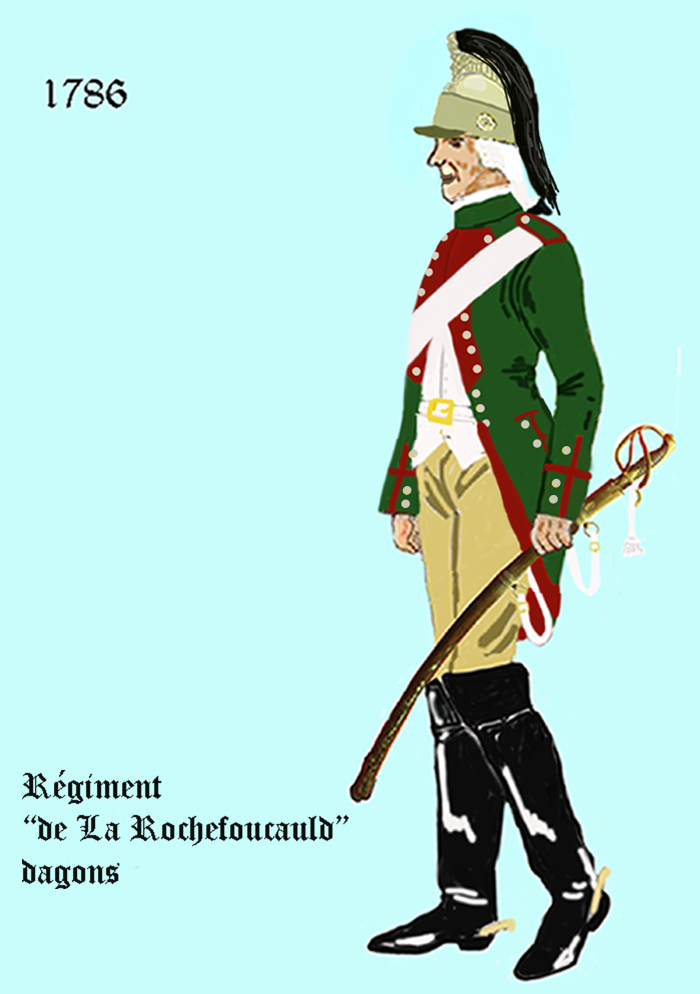
de 1786 à 1791
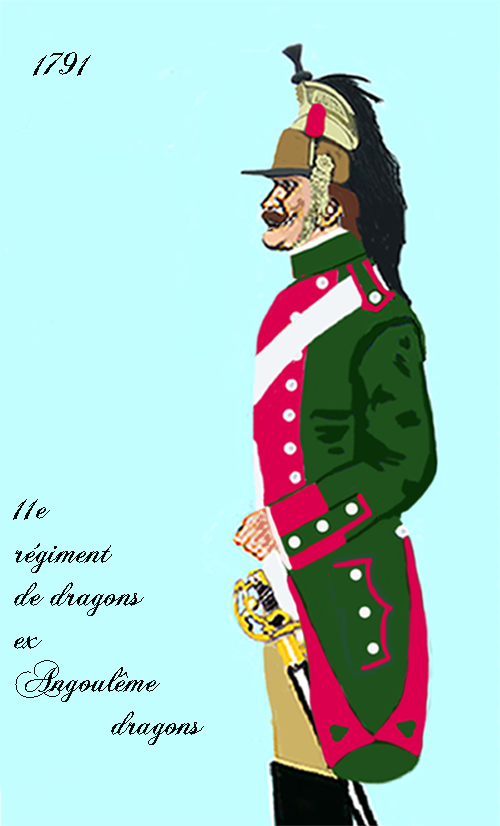
11e régiment de dragons à partir de 1791

## Historique

### Mestres de camp et colonels
- 8 décembre 1674 : Antoine de Ribière de Saint-Sandoux, major général de brigade le 27 mars 1671, major général de l’infanterie le 20 avril 1672, † 31 janvier 1679
- 8 janvier 1679 : Sauveur de Peyssonnel, maréchal de camp
- 13 mars 1690 : N. Gaubert
- 4 mars 1700 : N. d’Albert d’Ailly de Chaulnes, chevalier d’Albert
- 17 juillet 1701 : Louis Auguste d’Albert d’Ailly, vidame d’Amiens puis duc de Chaulnes le 1er décembre 1711, frère du précédent, brigadier le 10 février 1704, maréchal de camp le 19 juin 1708, lieutenant général des armées du roi le 8 mars 1718, maréchal de France le 11 février 1741, † 9 novembre 1744
- 9 mars 1702 : N., marquis du Héron
- juin 1705 : N. de Bourneuf
- 13 juin 1706 : N., marquis de Vassé
- 31 mai 1710 : François Rodrigue Deshayes, marquis d’Espinay, brigadier le 1er février 1719, maréchal de camp le 20 février 1734, lieutenant général le 18 octobre 1734, † 7 juillet 1745
- 10 mars 1734 : Paul Maximilien Hurault, marquis de Vibraye, brigadier le 20 février 1743, déclaré maréchal de camp le 1er novembre 1745 par brevet expédié le 1er mai, déclaré lieutenant général en décembre 1748 par pouvoir du 10 mai
- 1er décembre 1745 : Victor Maurice de Riquet, marquis de Caraman, brigadier le 22 décembre 1757, maréchal de camp le 20 février 1761
- 21 février 1761 : Jean Thérèse Louis de Beaumont, marquis d’Autichamp, † 21 janvier 1831
- 3 janvier 1770 : François Alexandre Frédéric de La Rochefoucauld de Roye, comte de La Rochefoucauld puis duc de Liancourt, brigadier de dragons le 5 décembre 1781, † 27 mars 1827
- 10 mars 1788 : Marie Jean Herculin de Chastenet, chevalier de Puységur
- 21 octobre 1791 : Louis Benjamin de Montigny
- 10 juin 1792 : Jean Étienne François de Monter
- 8 mars 1793 : Jean-Baptiste Levasseur de Neuilly
- 18 mars 1796 : Marin de La Baraudière de La Barbée
- 21 mars 1797 : Césaire Alexandre Debelle, général de brigade le 1er février 1805, † 19 juillet 1826
- 1er février 1805 : Eustache Hubert Passinges de Préchamps
- 23 août 1805 : Ferdinand Pierre Agathe Bourdon
- 18 décembre 1805 : Jean Louis André Bourbier, † 9 février 1807
- 13 février 1807 : Pierre François Marie Auguste Dejean
- 10 août 1814 : François Alexandre Thevenez d’Aoust
- 10 avril 1815 : N. Montagnier

### Campagnes et batailles
- 1734 : la Bataille de San Pietro (Vibraye dragons)

Le 11e régiment de dragons a fait les campagnes de 1792 à 1794 à l’armée du Rhin.
Il a fait les campagnes des ans IV et V à l’armée de Sambre et Meuse ; an VI aux armées de l’Ouest et de Mayence ; an VII aux armées de Mayence et d’Italie ; an VIII à l’armée d'Italie ; an IX à l’armée du Rhin. Faits d’armes : prise de Friedberg, le 10 juillet 1796 ; bataille d’Enghen, le 3 mai 1800.

Campagnes des ans XII et XIII en Hollande et au 1er corps de réserve de cavalerie (2e division) ; an XIV et 1806 au 6e corps de réserve de cavalerie ; 1807 à la division de réserve de cavalerie de la Grande Armée ; 1808 au 4e corps de cavalerie de la Grande Armée ; 1809 aux armées d’Espagne et d’Allemagne ; 1810 à l’armée de Portugal ; 1811 et 1812 à l’armée d’Espagne ; 1813 aux armées d’Espagne et d’Allemagne ; 1814 et 1815 au 6e corps de cavalerie et garnison à Dantzig (1814).

### Quartiers
- Saintes[2]